# Bernardino Licinio

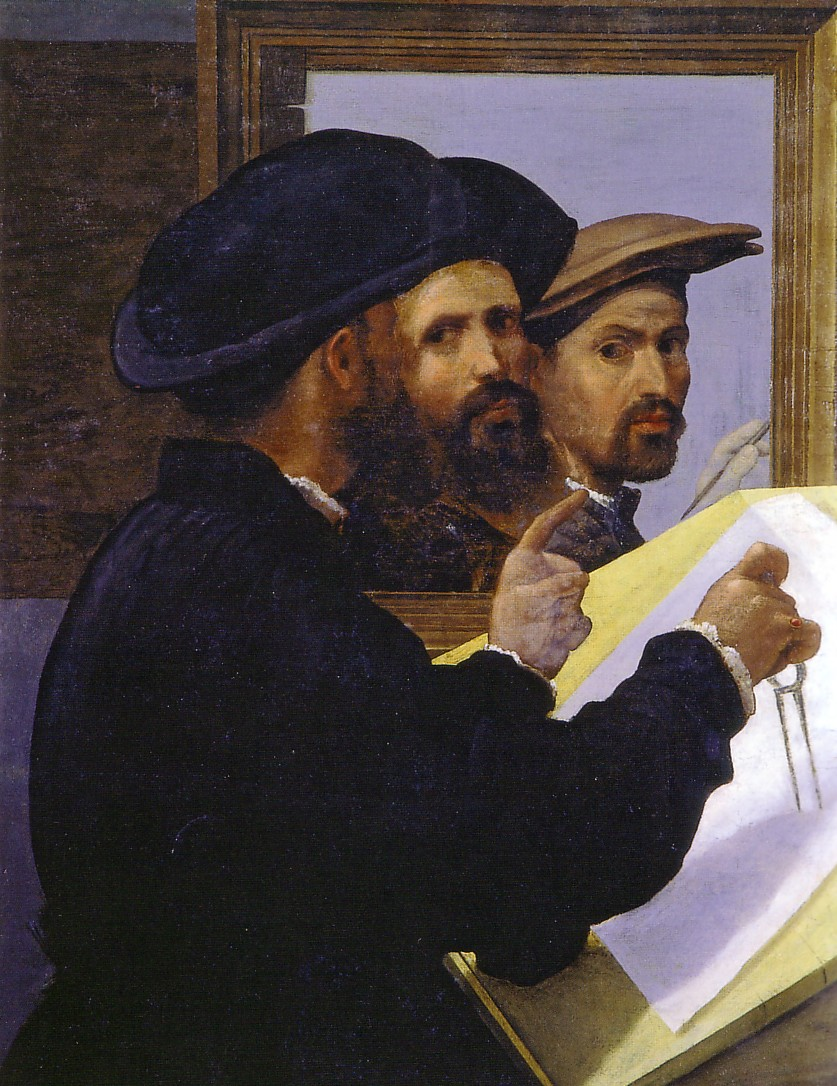
Portret van een architect, met op de achtergrond een zelfportret van Licinio, ca. 1520-1530

Bernardino Licinio (Poscante, bij Bergamo, ca. 1489 - Venetië, 1565) was een Italiaans kunstschilder uit de tijd van de hoogrenaissance.

## Leven en werk
Licinio werd geboren rond 1489 in het gehucht Poscante, bij Bergamo, maar over zijn leven is verder bijzonder weinig bekend. Hij leerde schilderen in zijn geboorteplaats. Vanaf 1511 moet hij in Venetië hebben gewoond, waar hij veel opdrachten kreeg; voor de Basilica di Santa Maria Gloriosa dei Frari maakte hij twee religieuze werken: een madonna en een schilderij van vijf martelaren.
Licinio werd duidelijk beïnvloed door Giorgione en de eveneens uit de omgeving van Bergamo afkomstige Palma Vecchio. Naast religieuze stukken maakte hij vooral genrewerken en portretten. De figuren die hij afbeeldt kenmerken zich vaak door hun strakke gezichten, die soms doen denken aan Amedeo Modigliani, Edvard Munch en Karl Hofer. Opvallend is zijn voorliefde voor enigszins mollige vrouwen.

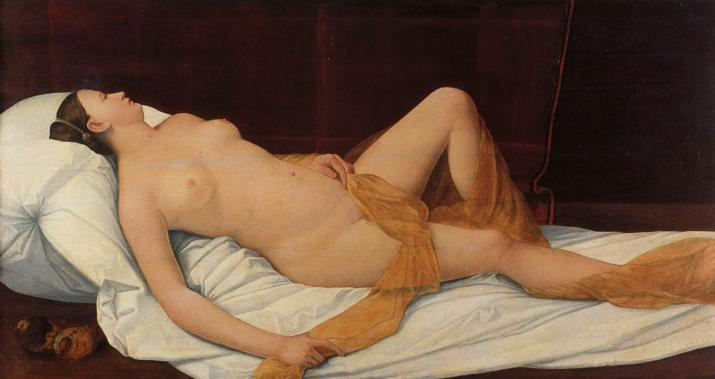
Licinio's Venus, ca. 1510, Uffizi, Florence

Een van de bekendste werken van Licinio is zijn Venus (ca. 1510, ook wel Nuda oftewel naakt genoemd), thans te zien in het Uffizi te Florence. Het past in de typisch Venetiaanse schilderstijl uit die periode, met de nauwelijks zichtbare lijnvoering en de fijn afgestemde toon- en kleurwaarden. Opvallend is dat de voor Venus obligate elementen, zoals een Cupido, ontbreken. Licinio toont een nauwelijks geïdealiseerd beeld van een naakte vrouw rustend op een sofa, met een sjaal die zich geraffineerd om haar benen slingert. Hiermee gaf hij, net als zijn voorbeeld Giogione en andere renaissanceschilders uit zijn tijd, aan de gangbare christelijke en antiek-mythologische motieven een nieuwe invulling.
Bekend is ook zijn  Concert (1530), waarop een jonge vrouw voor drie mannen de luit bespeelt. In zijn latere werk is de invloed van het maniërisme te bespeuren.
Licinio overleed rond 1565, ongeveer 76 jaar oud. Zijn werk is te zien in tal van grote musea over de hele wereld.